# Manfred Kurzer
Manfred Kurzer (Berlino, 10 gennaio 1970) è un tiratore a segno tedesco.

## Palmarès

### Olimpiadi
- 1 medaglia:
  - 1 oro (Atene 2004 nei 10 metri bersaglio mobile)